# KW Sagittarii
KW Sagittarii – czerwony nadolbrzym typu widmowego M, gwiazda w gwiazdozbiorze Strzelca w odległości około 7800 lat świetlnych od Słońca. Jego średnica jest ok. 1009 razy większa od średnicy Słońca (wcześniejsza praca podawała, że jest nawet 1460 razy większa od słonecznej). Jest to jedna z największych znanych gwiazd, o jasności ok. 174 000 razy większej od jasności Słońca. Jednak ze względu na dużą odległość jej wielkość gwiazdowa to tylko 11m.